# Estación Junín
Junín es una estación ferroviaria de la ciudad homónima, Provincia de Buenos Aires, Argentina.

## Servicios
La estación corresponde a la línea General San Martín de la red ferroviaria argentina.
Presta servicio de pasajeros de larga distancia entre Retiro y esta estación, a través de la empresa estatal Trenes Argentinos Operaciones.
Por sus vías también corren trenes de carga de la empresa estatal Trenes Argentinos Cargas.

## Ubicación
Se encuentra a 254 km al oeste de la estación Retiro, al norte del centro de la ciudad, con acceso por calle La Porteña entre General Paz y Sáenz Peña.

## Historia
Fue inaugurada por el Ferrocarril Buenos Aires al Pacífico en 1884, y en 1885 llega Ferrocarril de la Provincia de Buenos Aires con el ramal desde Pergamino.
En 1886 el FCBAP inaugura los talleres ferroviarios.